# نظریه‌های میدان یکپارچه کلاسیک
از قرن نوزدهم، برخی از فیزیکدانان، به ویژه آلبرت انیشتین، تلاش کرده‌اند تا یک چارچوب نظری واحد ایجاد کنند که بتواند تمام نیروهای بنیادی طبیعت - نظریه میدانی یکپارچه - را حساب کند. نظریه‌های میدانی کلاسیک تلاش برای ایجاد نظریه میدان متحد مبتنی بر فیزیک کلاسیک است. به‌طور خاص، یکسان‌سازی گرانش و الکترومغناطیس به‌طور فعال توسط چندین فیزیکدان و ریاضیدان در سالهای بین دو جنگ جهانی دنبال شد. این کار باعث رشد هندسه دیفرانسیل شد.

## کارهای اولیه
اولین تلاش‌ها برای تهیه نظریه واحد توسط گوستاو مای در ۱۹۱۲ و ارنست رایشنباکر در ۱۹۱۶ انجام شد. با این حال، این نظریه‌ها رضایتبخش نبودند، زیرا نسبیت عام را در بر نمی‌گرفتند زیرا نسبیت عام هنوز فرموله نشده بود.